# Paragonia planimargo
Paragonia planimargo är en fjärilsart som beskrevs av W. Warren 1900. Paragonia planimargo ingår i släktet Paragonia och familjen mätare. Inga underarter finns listade i Catalogue of Life.